# Difusión transcultural

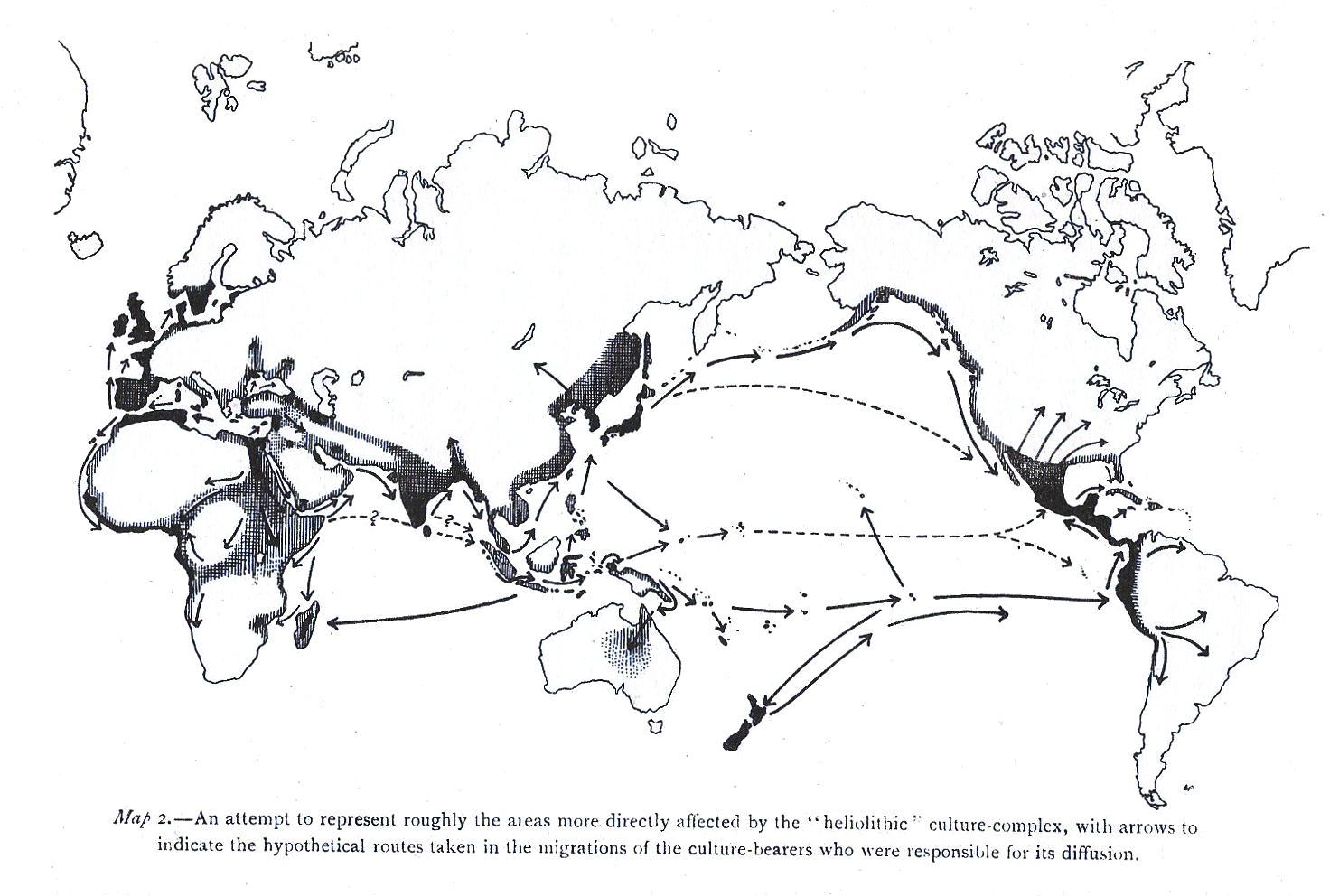
Difusión cultural de Egipto, Grafton Elliot Smith (1929).

En antropología cultural, la difusión transcultural es un concepto introducido por Leo Frobenius en su obra Der westafrikanische Kulturkreis (1897/98), que se refiere a la expansión del uso de objetos, ideas, estilos, religiones, tecnología, lenguas, etc. entre personas de diferentes culturas. Es un proceso diferente de la difusión de innovaciones dentro de una cultura específica, ya que la difusión transcultural siempre involucra a más de una cultura. El fenómeno puede darse por adopción voluntaria, por imitación, o por imposición cultural.
La difusión a través de diferentes culturas es un fenómeno bien testimoniado y, por tanto, que no es cuestionado. Por ejemplo la práctica de la agricultura parece haberse expandido desde algún lugar de Medio Oriente a toda Eurasia, hace menos de 10 mil años, habiendo sido adoptadas las prácticas agrícolas por muchas culturas diferentes. Otros ejemplos bien establecidos de difusión, incluyen el empleo de carro de guerra, el trabajo del hierro en tiempos prehistóricos o el uso del automóvil o la indumentaria occidental de negocios, durante el siglo XX.

## Tipos de difusión transcultural
Se han identificado cinco tipos principales de difusión cultural:
- Difusión a partir de un núcleo, una innovación o idea se desarrolla originalmente en una región y sigue siendo ampliamente usada en ella, mientras su uso se irradia hacia regiones cercanas. Esta expansión puede ser de jerarquizada, a modo de estímulo o por contagio o imitación.
- Difusión con reubicación, una idea o innovación migra hacia nuevas regiones, dejando tras de sí la región original donde se desarrolló el rasgo cultural.
- Difusión jerarquizada, una idea o innovación que se expande al moverse de una localidad más importante a localidades menos importantes, frecuentemente con poca dependencia de la distancia entre los lugares y frecuentemente como uso de las élites sociales.
- Difusión por contagio o imitación, una idea o innovación se expande por el contacto de persona a persona dentro de una población concreta.
- Difusión por estímulo, una idea o innovación se expande por estar asociada a otro concepto.

### Mecanismos
La difusión intercultural puede darse de muchas maneras. Una de ellas es la migración de grupos humanos que llevan con ellos ideas y objetos materiales propios de su cultura. Las ideas también pueden ser llevadas por visitantes transculturales, como mercaderes, exploradores, soldados, diplomáticos, esclavos o artesanos contratados. La difusión tecnológica ha ocurrido frecuentemente por la participación de personas de una cultura en actividades productivas de otras. Los matrimonios transculturales entre dos culturas vecinas también han contribuido a fenómenos de difusión cultural. Entre las sociedades con escritura, la difusión puede ocurrir a través de documentos, libros y modernamente a través de medios electrónicos. Por conveniencia se han agrupado los mecanismos de difusión en tres grandes categorías:
- Difusión directa ocurre cuando dos culturas que son muy cercanas una a la otra, producen un cierto número de matrimonios interculturales, comercio o incluso guerras entre ellas. Un ejemplo de difusión directa son los países de la misma lengua que comparten frontera, donde frecuentemente los individuos desarrollan relaciones sociales que involucran a individuos de un lado y otro de la frontera.
- Difusión forzada o imposición cultural sucede cuando una cultura subyuga a personas de la otra, por conquista militar o dominio de otro tipo, y los fuerza o coacciona a adoptar los costumbres de la cultura que resultará dominante y a largo plazo hegemónica. Un ejemplo de esto sería la cristianización de pueblos indígenas de América por parte de los europeos, o la islamización de África Occidental por los fula.
- Difusión indirecta sucede cuando algunos rasgos culturales son adoptados de una cultura a otra de forma voluntaria, sin que la cultura emisora y la cultura receptora entren en contacto. Un ejemplo de esto es la presencia de comida mexicana en Canadá.

La difusión directa fue importante en la antigüedad, cuando pequeños grupos de seres humanos vivían en asentamientos pequeños. La difusión indirecta es mucho más frecuente hoy en día debido a los medios de transporte avanzados, las comunicaciones y la existencia de los medios de comunicación de masas.
La imposición cultural es la extensión de los valores culturales de una colectividad, denominada emisora, a otra que asimila los usos y costumbres extranjeros llamada receptora, siendo la difusión cultural una parte esencial del proceso de aculturación. verbigracia: el Padrenuestro de los mexicanos actuales, usado en España en el siglo XVI y XVII. otro ejemplo más actual de difusión cultural son las telenovela latinoamericanas, que se difunden por Rusia y China.
La antropología cultural con estudios de etnografía estudia la difusión cultural y por la observación participativa la misma sociología hace lo mismo pero con énfasis en la interacción social donde se manifiestan los símbolos del sistema cultural como un paradigma del sistema social, que mantiene las pautas por la socialización. La cultura no material, que es costumbres, normas y valores, también la cultura material de los artefactos y el hábitat o sus vestigios, con sus tecnologías, tienen su ámbito cubierto, salvo para el estudio abstracto del mismo término de cultura, que se ocuparía la filosofía, Moles en cultura-mosaico en 'Diccionario Crítico de Ciencias Sociales'.
Conceptos como 'relativismo cultural y etnocentrismo', 'subcultura y contracultura', 'contradicción de valores y cambio social', 'valores individuales o valores colectivos', etc., son modos o aspectos diferentes de evolución en el proceso de difusión.
Aporta un desarrollo práctico de la Difusión (negocios) en aplicaciones de Mercadotecnia y que puede pues aplicarse también a este artículo de Difusión cultural.